# Calangute
Calangute  é uma cidade do estado de Goa, na Índia. Situa-se no distrito de Goa Norte, no concelho de Bardez.
É famosa pela sua praia de extenso areal, considerada uma das mais belas de Goa, atraindo numerosos turistas indianos e de outros países todos os anos.

## Demografia
De acordo com o censo de 2001, Calangute tinha uma população de 15.776 habitantes, dos quais 54% eram do sexo masculino e 46% do sexo feminino. Calangute apresenta uma taxa de afabetização de 73%, acima da média nacional indiana de 59,5%.

## Galeria

Calangute
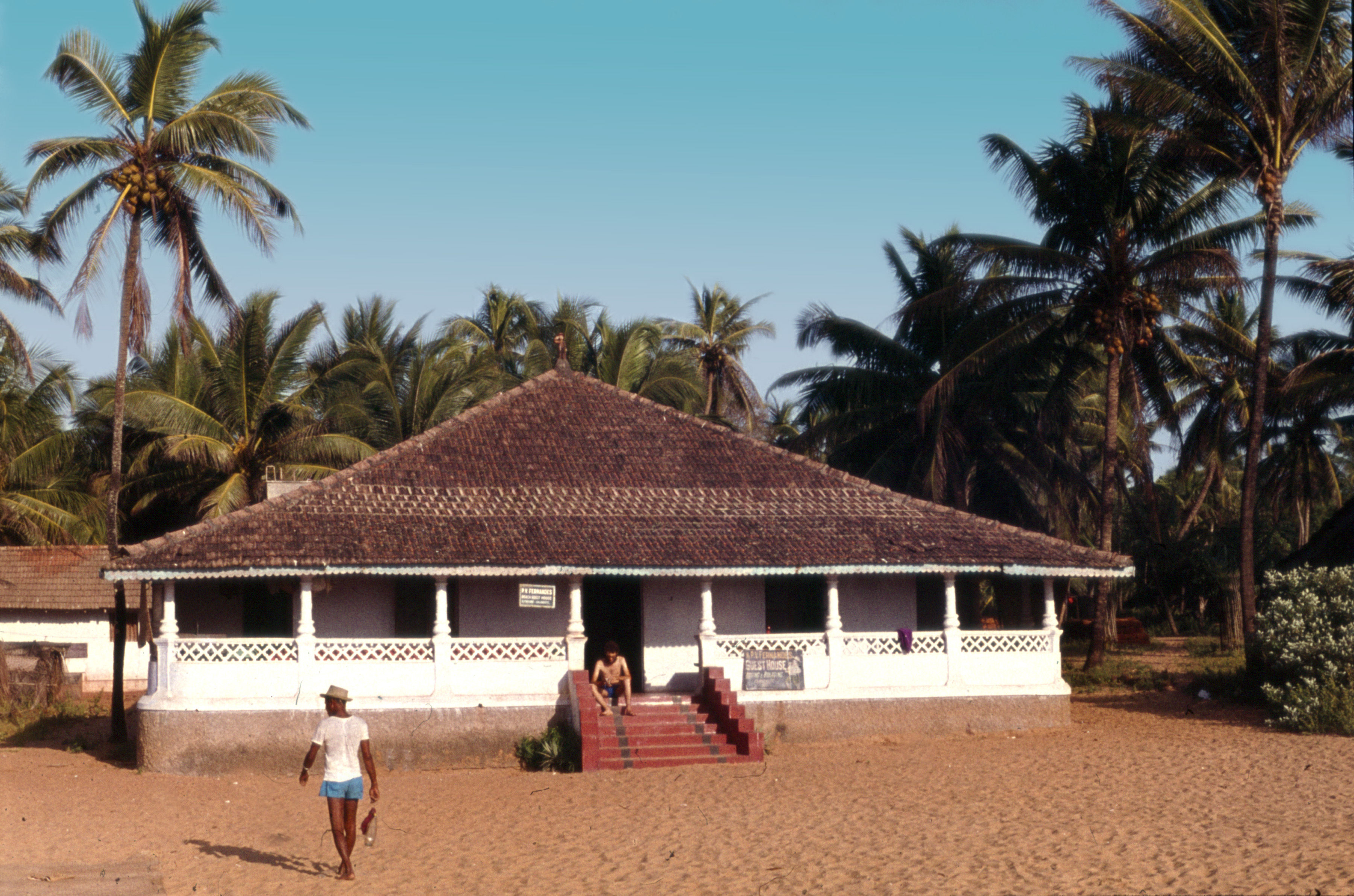
1976
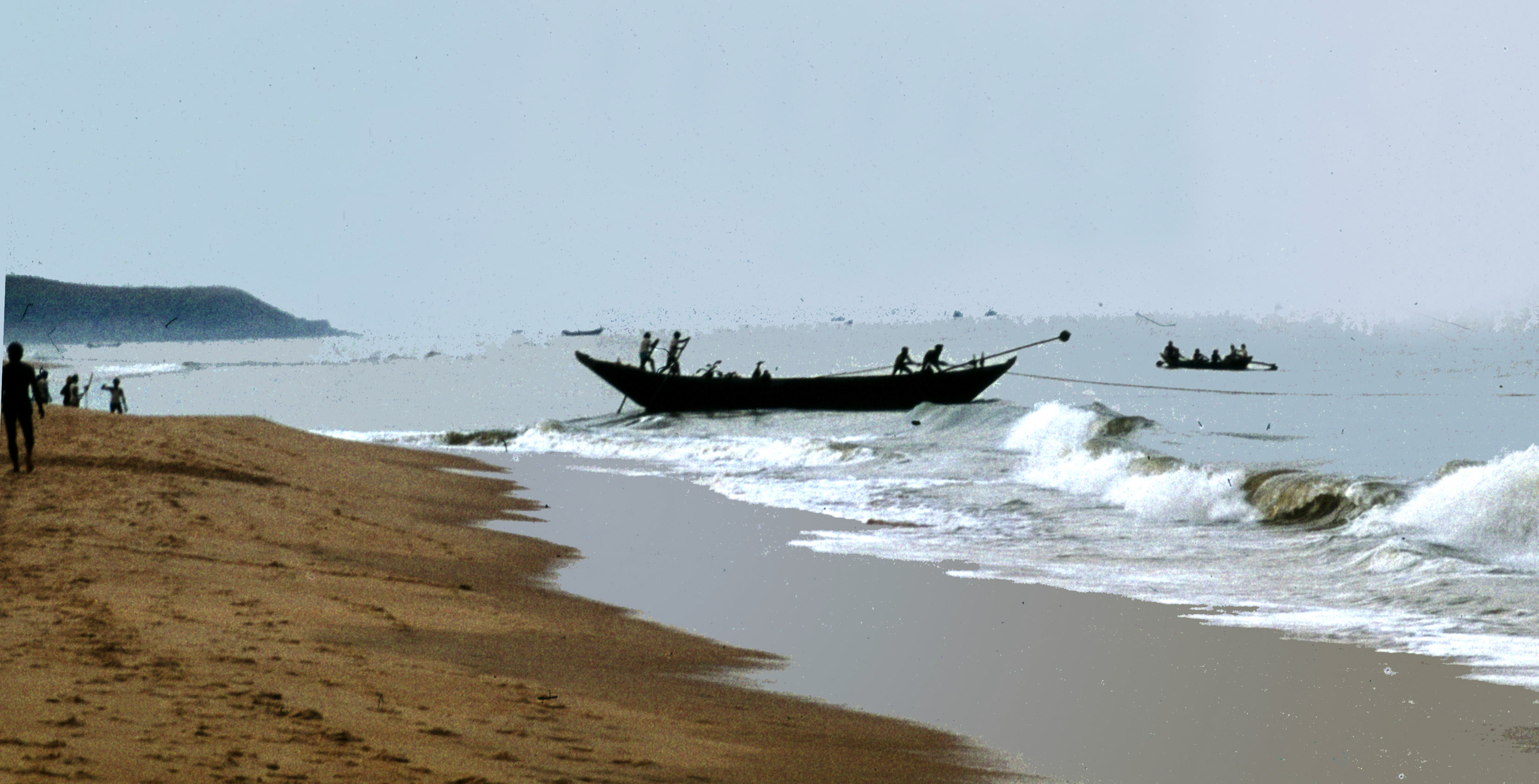
1976
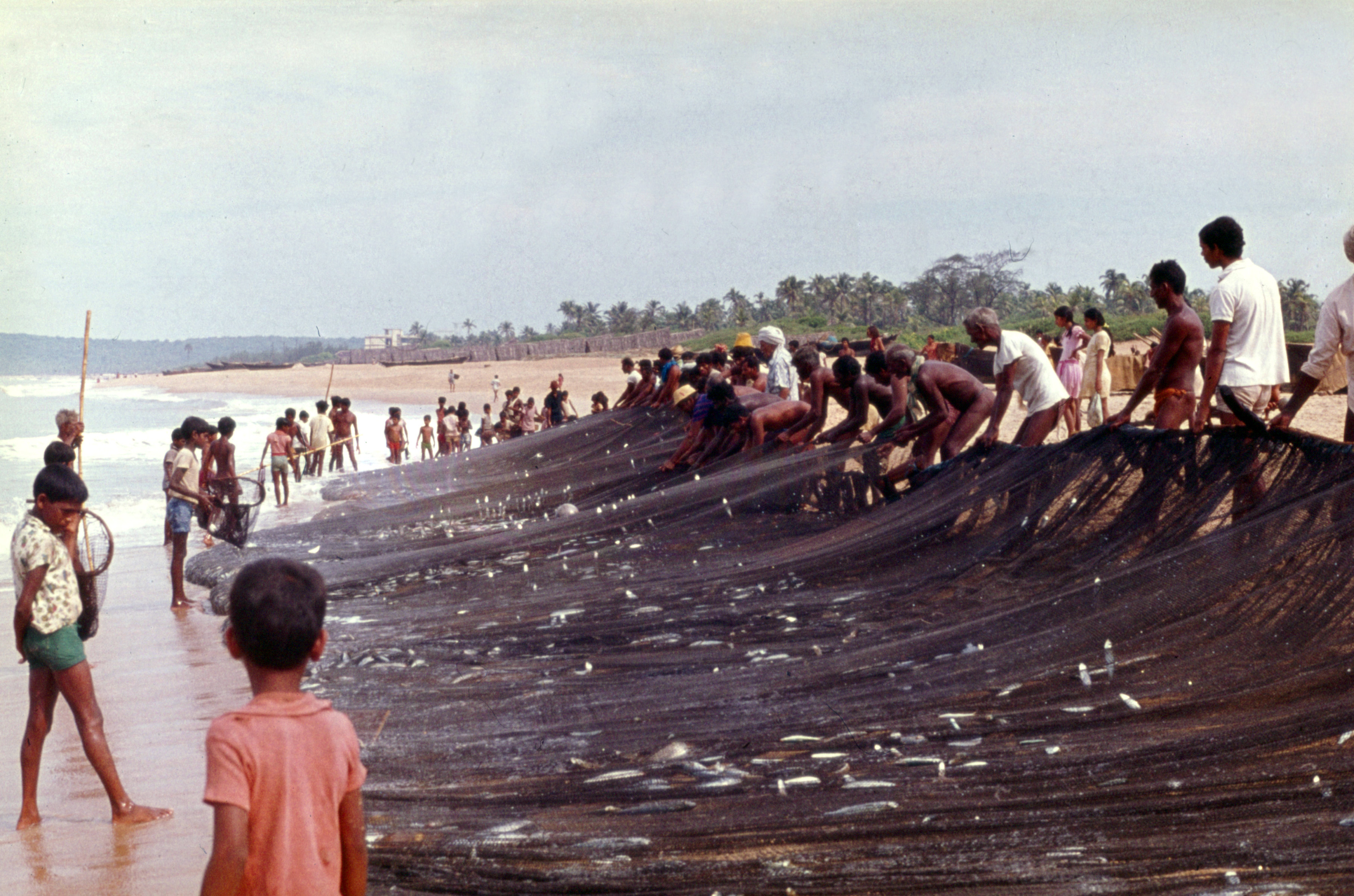
1976
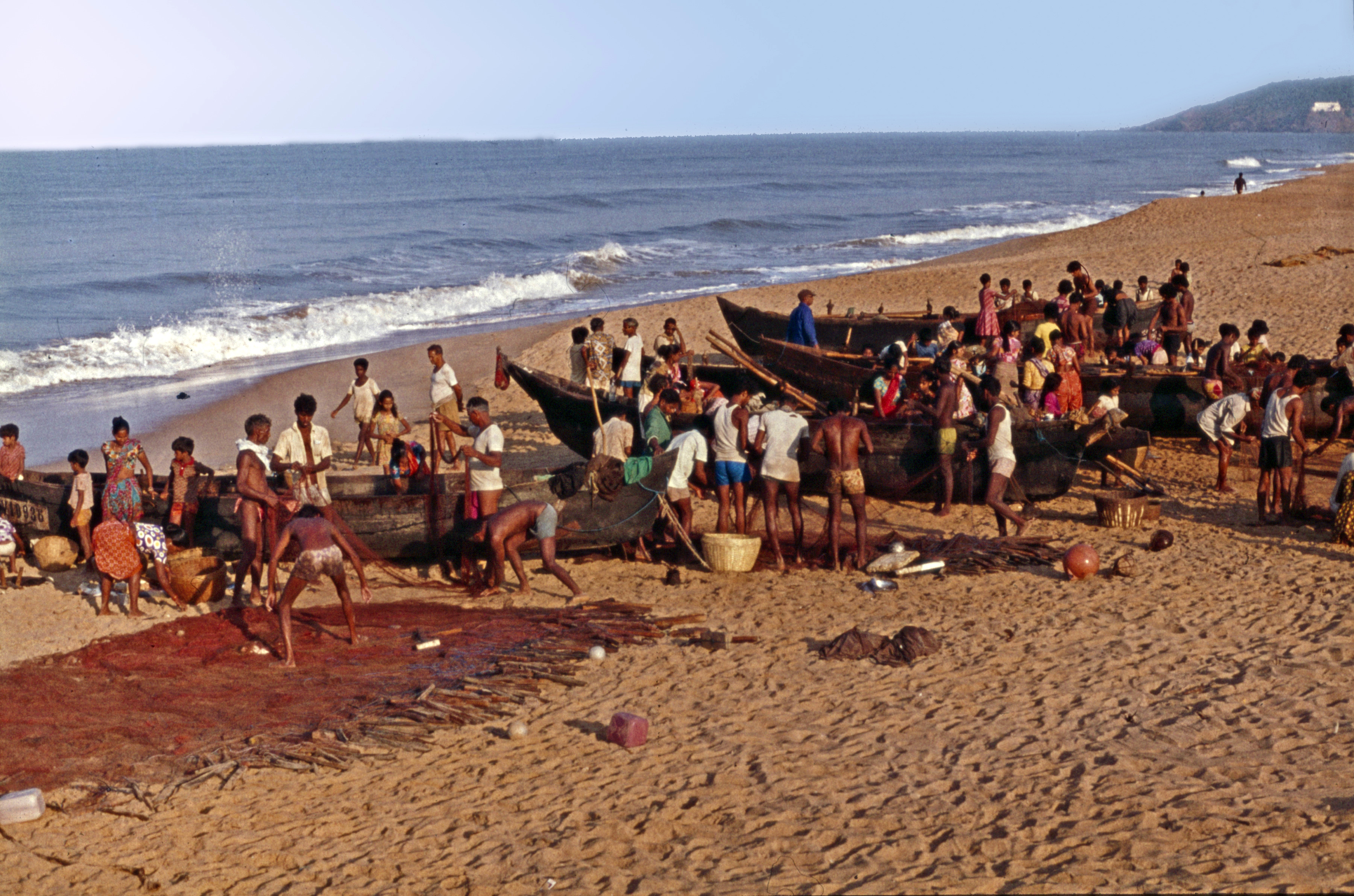
1976
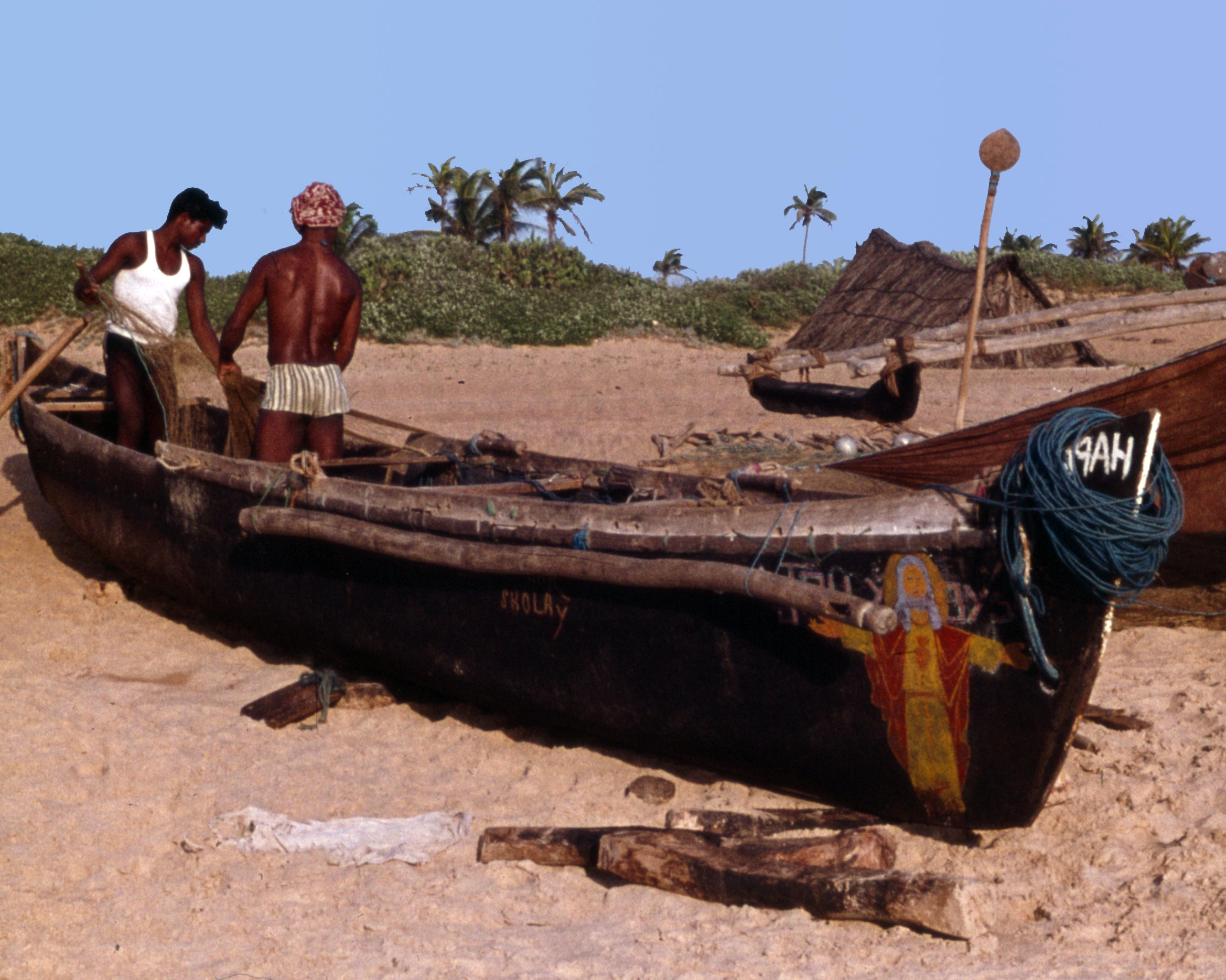
1976
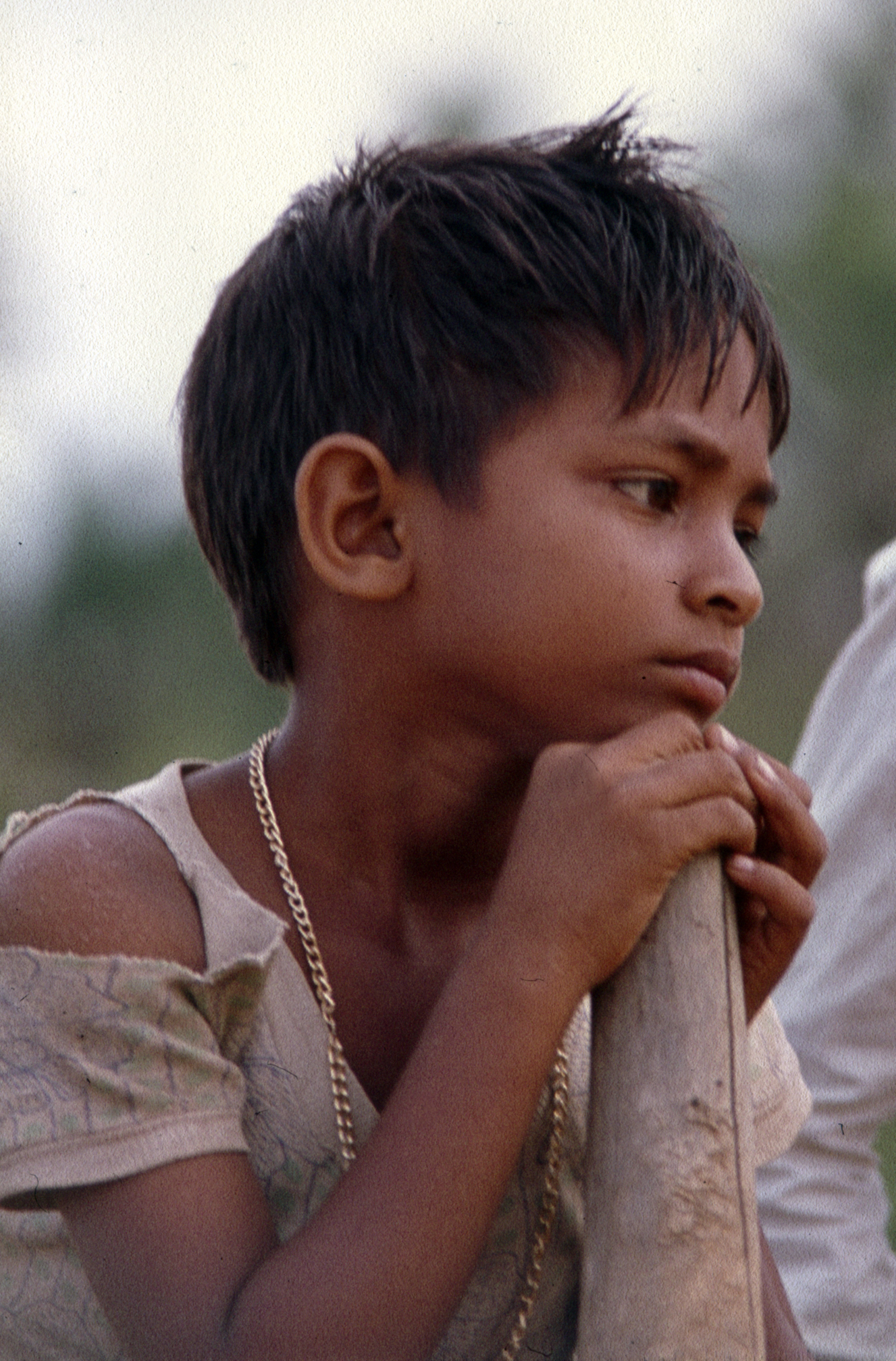
1976
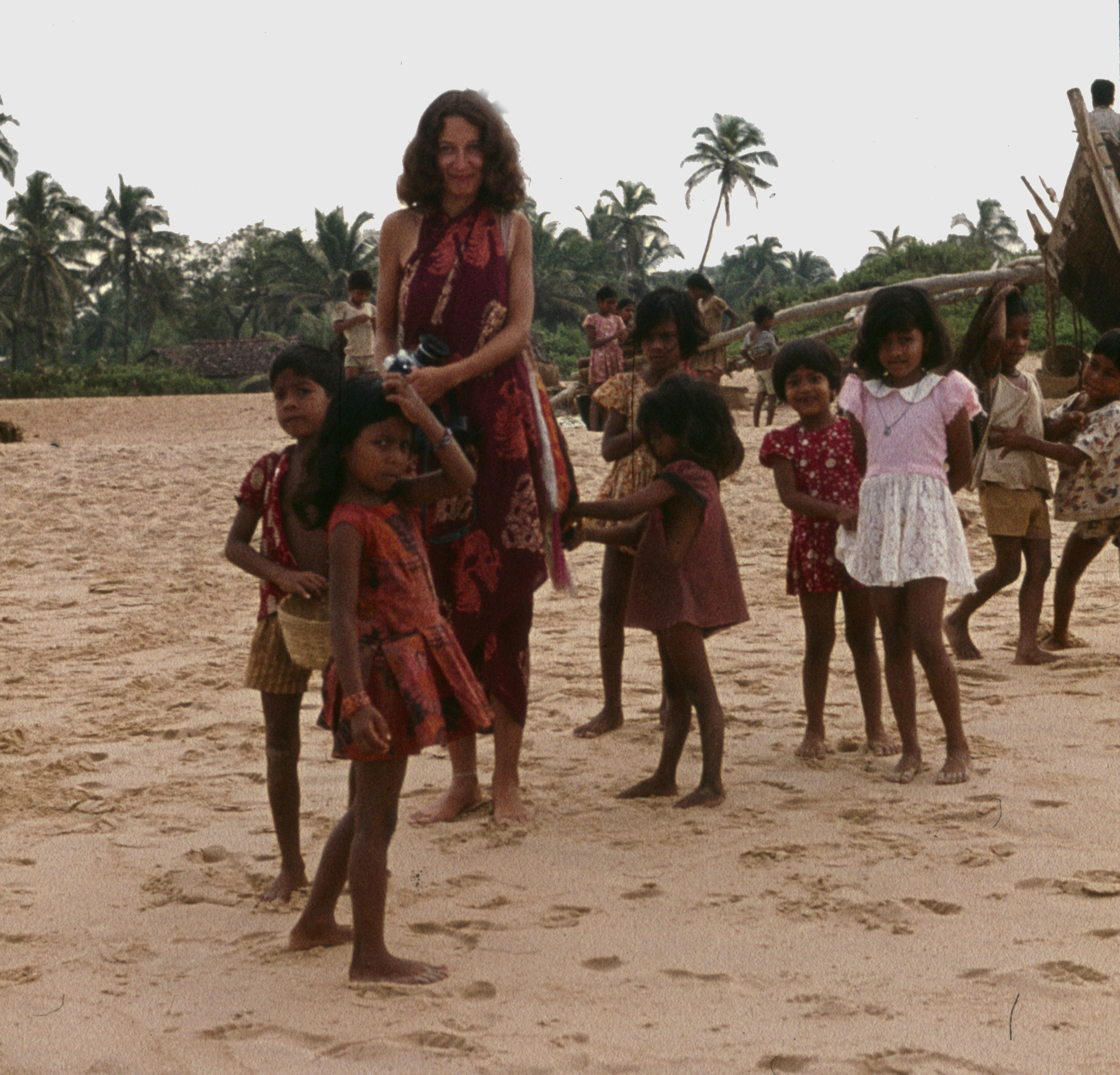
1976
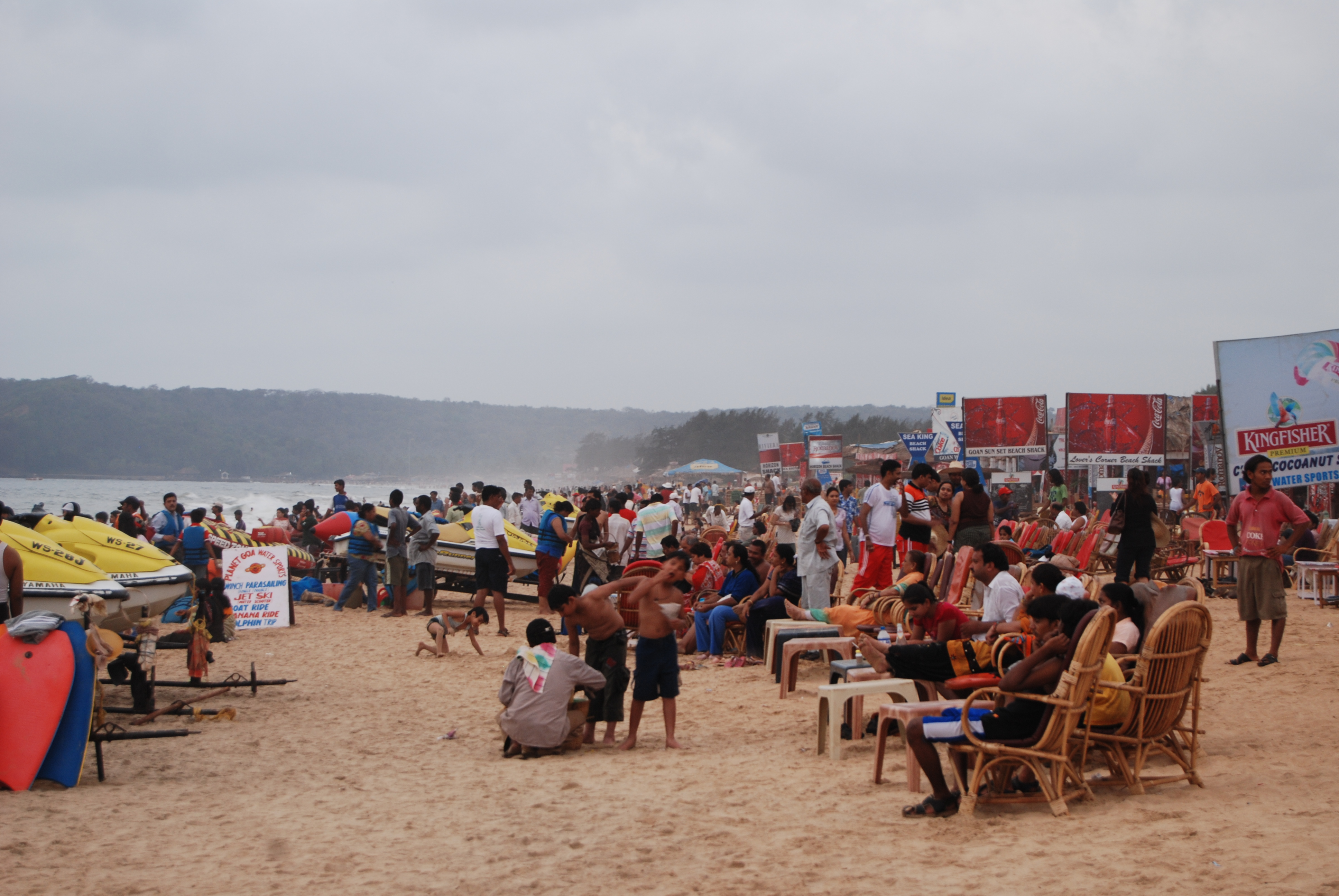
2007